# 加速度圓舞曲
加速度作品234，是小約翰史特勞斯作曲的維也納華爾滋。也稱「加速度華爾滋」、「快速圓舞曲」等。

## 說明
本曲於1860年2月作曲。當時34歳的小約翰史特勞斯由於生活忙碌，作曲幾乎都在極短的時間下完成。有傳聞說，史特拉斯是在舞會前一天的早上5時，手裡拿著餐廳菜單，在背面邊走邊構思，只花了不到30分就結束作曲，並交給謄寫員。
首演時間於1860年2月14日，在索菲恩大廳（Sofiensäle）舉行的技師舞會上，同時作品提獻給維也納大學的工科學生。為了展現持續發展的產業，在鋼琴初版譜的封面上繪有希臘神話中的西風之神，同時繪有蒸汽船、熱氣球、電線等。

## 構成
全曲以慢速開始，並隨著演奏的進行逐漸加速，根據標題的「加速」（Accelerationen，音樂術語上的accelerando）演奏，創造出有趣的効果。演奏時間約9分鐘。

## 維也納新年音樂會
维也纳新年音乐会上的登場記錄
| 年份   | 指揮家            | 備註 |
| ------ | ----------------- | ---- |
| 1946年 | 约瑟夫·克里普斯   |      |
| 1962年 | 威利·博斯科夫斯基 |      |
| 1969年 | 威力·博斯科夫斯基 |      |
| 1976年 | 威力·博斯科夫斯基 |      |
| 1981年 | 洛林·马泽尔       |      |
| 1989年 | 卡洛斯·克莱伯     |      |
| 1994年 | 洛林·馬澤爾       |      |
| 2004年 | 里卡多·穆蒂       |      |
| 2015年 | 祖宾·梅塔         |      |

## 資料來源
1. ↑  . NaxosDirect.   [2008-10-05]. （原始内容存档于2011-07-14）. |url-status=和|dead-url=只需其一 (帮助)
2. ↑  若宮由美「ウィーンフィル・ニューイヤーコンサート 2015 シュトラウス家の「第三の矢」、末弟エドゥアルトのポルカ！ 曲目解説 （页面存档备份，存于）」より、ワルツ〈加速度円舞曲〉。

## 外部連結
- Johann Strauss (Sohn) Accelerationen / Walzer op. 234 (1860)（页面存档备份，存于）  - ウィーン・ヨハン・シュトラウス管弦楽団（WJSO）による解説文。
- 『加速度円舞曲』の楽譜 - 国際楽譜ライブラリープロジェクト。PDFとして無料で入手可能。